# سيلفيا أندرسون
سيلفيا أندرسون (بالإنجليزية: Sylvia Anderson) (25 مارس 1927، لندن في المملكة المتحدة - 15 مارس 2016، براي في المملكة المتحدة)؛ كاتِبة، سيناريست، منتجة تلفزيونية وروائية بريطانية.

## روابط خارجية
- سيلفيا أندرسون على موقع IMDb (الإنجليزية)
- سيلفيا أندرسون على موقع روتن توميتوز (الإنجليزية)
- سيلفيا أندرسون على موقع ألو سيني (الفرنسية)
- سيلفيا أندرسون على موقع ميوزك برينز (الإنجليزية)
- سيلفيا أندرسون على موقع أول موفي (الإنجليزية)
- سيلفيا أندرسون على موقع قاعدة بيانات الأفلام السويدية (السويدية)
- سيلفيا أندرسون على موقع ديسكوغز (الإنجليزية)
- سيلفيا أندرسون على موقع قاعدة بيانات الفيلم (الإنجليزية)
- سيلفيا أندرسون على موقع كينوبويسك (الروسية)